# D/1895 Q1
D/1895 Q1 (Swift) – kometa okresowa należąca do grupy komet Jowisza. Jest to także obiekt typu NEO.

## Odkrycie
Kometę tę odkrył Lewis A. Swift 21 sierpnia 1895 roku. Obecnie kometa uznawana jest za kometę zagubioną.

## Orbita komety i jej właściwości fizyczne
Orbita komety D/1895 Q1 (Swift) ma kształt elipsy o mimośrodzie 0,65. Jej peryhelium znajduje się w odległości 1,29 j.a., aphelium zaś 6,16 j.a. od Słońca. Jej okres obiegu wokół Słońca wynosi 7,2 roku, nachylenie do ekliptyki to wartość 2,99˚.